# 志方俊之
志方 俊之（しかた としゆき、1936年3月30日 - ）は、日本の防衛評論家、帝京大学名誉教授、星槎大学客員教授、元陸上自衛官（最終階級：陸将）。工学博士（京都大学、1968年）。

## 来歴
静岡県浜松市出身。金沢大学附属高等学校、防衛大学校本科（土木工学専攻）を卒業（第2期）。京都大学大学院工学研究科博士課程修了（工学博士）。
岩見沢駐屯地第102施設大隊長（1974年3月16日～1976年3月24日）、アメリカ陸軍戦略大学研究員、在米国大使館防衛駐在官、陸上幕僚監部人事部長、第2師団長、防衛大学校幹事、北部方面総監などの要職を歴任する。北部方面総監在任中の1991年には陸上自衛隊としては初の方面隊規模の災害対処訓練「ビッグレスキュー'91」を統裁した。
退官後は、帝京大学法学部教授として国際関係論を担当。新聞・雑誌・テレビ等の各メディアで防衛問題の解説もおこなっている。テレビ番組出演歴としては『ビートたけしのTVタックル』『たかじんのそこまで言って委員会』『朝まで生テレビ!』『ウェークアップ!ぷらす』『ザ・サンデー』『平成日本のよふけ』などがある。
1999年、石原慎太郎東京都知事の要請で東京都参与に就任。防災・治安問題のブレーンを務める。2013年3月に退任したが、猪瀬直樹知事の要請で再度就任した。また、特定非営利活動法人日本防災士機構理事、日本国際フォーラム政策委員も務めている。
集団的自衛権は憲法違反であり、ゆえに日本国憲法の改正が必要であると主張している。
核武装論についての主張を積極的に行っている。日本は日米共同核保有 (Nuclear Sharing) によって核抑止の分担をすべきだと主張している。日本単独での核武装については、高い政治的・経済的リスクを伴うため困難との見方を示し、日本は核を「持てるけれど持たないでおく」立場を堅持して核不拡散のための外交努力をすること、通常戦力の強化、核抑止のためのアメリカ合衆国との連携強化が重要であると述べている。

## 略歴
- 1954年（昭和29年）3月：金沢大学附属高等学校卒業
- 1958年（昭和33年）3月：防衛大学校（土木工学）第2期卒業、陸上自衛隊入隊
- 1966年（昭和41年）：京都大学大学院工学研究科博士課程単位取得（1968年9月博士号認定）
- 1972年（昭和47年）：アメリカ陸軍工兵学校・幹部上級課程留学[4]
- 1974年（昭和49年）3月16日：第102施設大隊長（～1976年3月24日）
- 1977年（昭和52年）7月1日：1等陸佐、アメリカ陸軍戦略大学国際研究員
- 1981年（昭和56年）6月20日：外務事務官兼陸将補、在アメリカ合衆国日本国大使館参事官兼防衛駐在官
- 1984年（昭和59年）7月1日：第2施設団長兼船岡駐屯地司令
- 1985年（昭和60年）7月1日：陸上幕僚監部人事部長
- 1987年（昭和62年）7月7日：陸将、第2師団長
- 1988年（昭和63年）7月7日：防衛大学校幹事
- 1990年（平成02年）3月16日：第20代 北部方面総監に就任
- 1992年（平成04年）3月16日：退官
- 1994年（平成06年）4月：帝京大学法学部教授
- 1999年（平成11年）12月：東京都災害対策担当参与
- 2000年（平成12年）9月：東京都総合防災訓練（ビッグレスキュー東京2000）にて自衛隊統合防災演習を指揮
- 2004年（平成16年）4月：星槎大学共生科学部客員教授
- 2007年（平成19年）11月3日：平成19年秋の叙勲において瑞宝中綬章を受章（防衛功労）
- 2012年（平成24年）
  - 4月6日：防衛大臣補佐官（現防衛大臣政策参与）に起用[5]
  - 6月27日：防衛大臣補佐官（現防衛大臣政策参与）を退職[6]
- 2013年（平成25年）
  - 3月末：東京都災害対策担当参与を退任
  - 5月24日：東京都災害対策担当参与に再任

## 栄典
- 瑞宝中綬章:2007(平成17年)11月3日

## 著書
- 『自衛隊はどこへ行く――冷戦後の日本の安全保障を論ず』日本評論社（1994年, 前田哲男と共著）　ISBN 4535581789
- 『極東有事――かくて日本は戦争に引き込まれる』クレスト社（1996年）　ISBN 4877120394
- 『現代の軍事学入門――世界を読み解く鍵』PHP研究所（1998年）　ISBN 4569559808
- 『最新・極東有事――そのとき日本は対応できるか』PHP研究所（1999年）　ISBN 4569606709
- 『自衛隊に誇りを――銀座に装甲車を入れた元陸将の「国防軍」改革案』小学館文庫（2001年）　ISBN 4094052011
- 『「フセイン殲滅」後の戦争――アメリカは北朝鮮、中国、世界をどうするのか』小学館（2003年）　ISBN 4093874190
- 『無防備列島』海竜社（2006年） ISBN 4759309284
- 『日本はこのままでは生き残れない -あまりに脆弱な国防の実態- 』PHP研究所（2007年） ISBN 9784569659138
- 『危機 -平和ボケ日本に迫る- 』海竜社（2012年）　ISBN 9784759312294
- 月刊『軍事研究』 - 巻頭言の執筆（2020年12月まで。後任は磯部晃一）

## 出演番組
- ビートたけしのTVタックル（テレビ朝日）
- たかじんのそこまで言って委員会（読売テレビ、3ヶ月に1回ペース）